# CGP Grey
CGP Grey är en amerikansk-irländsk utbildnings-youtubare och poddskapare som har skapat videor under kanalnamnet sedan 12 augusti 2010. Grey publicerar även videor på sin sekundära kanal, CGPGrey2, och livestream-spel på en annan kanal, CGP Play.
Hans Youtube-kanal består huvudsakligen av korta förklarande videor om varierande ämnen, som politik, geografi, ekonomi, historia och kultur. Greys videor har på senare tid fått mer och mer uppmärksamhet, och har blivit omskrivna i bland annat Business Insider och The Washington Post.
Grey har även skapat podden Hello Internet tillsammans med utbildningsyoutubaren Brady Haran 2014. Sedan 2015 har han även medverkat på podden Cortex tillsammans med Myke Hurley, medgrundare av poddnätverket Relay FM. Tillsammans med Philipp Dettmer och Dave Wiskus startade Grey 2018 företaget Standard Broadcast LLC som bidrar med produktion- och administrationssupport till digitala kreatörer.

## Uppväxt och karriär
Grey växte upp i förorterna på Long Island utanför New York City. Han läste på universitet i upstate New York där han tog en examen i fysik och en i sociologi.
Hans farmor föddes i Irland och när han var liten ansökte hans pappa om irländskt medborgarskap åt honom. Grey har därför amerikanskt och irländskt medborgarskap. Detta öppnade möjligheter för honom att flytta till EU, och dess största stad London. Han berättade senare att om han inte hade levt utomlands medan han fortfarande var "fri från livets fasthållningar" hade han aldrig kunnat göra det senare i livet, vilket skapade en anledning för honom att flytta. Han tog en magisterexamen i ett ekonomiprogram i London, och stannade i staden över ett decennium.
Grey bestämde sig för att bli fysiklärare i Storbritannien och gick en ettårs-kurs för att få en fysiklärarutbildning och blev kvalificerad för att lära ut fysik i England och Wales. Efter att ha spenderat en tid som lärare i Storbritannien ville Grey "fly från systemet" och bli egenföretagare. Under denna tid bodde han med familj i Hawaii för att spara pengar. Hans försök misslyckades och han återvände sedan till Storbritannien för att bli lärare. Han fortsatte som lärare till hans Youtube-karriär blev tillräcklig för att sluta. Sedan januari 2014 har han varit värd för allmändiskussionspodden Hello Internet och börjat på podden Cortex med Myke Hurley från Relay FM.

## Videor
Youtubekanalen CGP Grey innehåller bland annat serien Grey Explains, som innehåller förklarande videor om ämnen som politik, geografi, ekonomi och Brittisk kultur. I videorna berättar Grey medan animationer, arkivbilder och stillbilder visas. Trots att hans röst förekommer i nästan alla hans videor har hans ansikte aldrig visats i en video, och Grey har nästan alltid undvikit att visa sitt ansikte i övriga sammanhang, då han oftast använder en streckgubbe med glasögon för att representera sig själv. Grey har uppgett att stilen av hans videor har influerats av Yahtzee Croshaws serie Zero Punctuation.
Grey spelar in sin röst över musiken i bakgrunden med hjälp av Logic Pro X. Bakgrundsmusiken i hans tidiga videor attribueras ofta till Kevin MacLeod. Sedan 2016 innehåller de flesta av hans videor musik skriven av David Rees. Han använde tidigare Inkscape för att göra bildrutorna till hans videor och Final Cut Pro X för att redigera ihop dem, men använder numera Adobe After Effects för att göra båda. Bytet gjordes primärt för att han numera jobbar oftare med andra animerare som använder After Effects. Videorna släpps märkbart mer sällan än andra Youtubekanaler. Grey har förklarat att detta är på grund av det ingående arbetet, vilket är en orsak till att majoriteten av hans videor aldrig görs klart.
Greys video som genomskådar populära missuppfattningar har visats på CBS, vilket hans video om det brittiska kungahusets historia även har. Två videor differentierar London och City of London, samt förklarar vissa underliga effekter av det senares antika historia. Två andra videor som handlar om upphovsrättslagar och elektorskollegiet har visats på Mashable. Kanalen har även förklarat de ekonomiska nackdelarna av USA:s encentsmynt i videon Death to Pennies. Andra videor, som How to Become Pope, har blivit uppmärksammade i media och har använts i utbildningssammanhang.
Flera videor i serien "Politics in the Animal Kingdom" förklarar skillnader mellan olika valprocedurer, och kritiserar det relativa majoritetssystemet (gerrymandering, minoritetsstyre, tvåpartisystem, spoilereffekten) och diskuterar fördelarna med , blandad medlemsproportionellsrepresentation och en enkel överförbar röst.
Greys video Humans Need Not Apply blev positivt mottagen av Business Insider och Huffington Post.

## Poddar

### Hello Internet

Hello Internets logotyp

I januari 2014 startade Grey podcasten Hello Internet tillsammans med Brady Haran, en annan utbildningsyoutubare och internetmaterialskapare. Podden toppade iTunes poddlista i Storbritannien, USA, Tyskland, Kanada och Australien. Den valdes ut som en av Apples bästa nya poddar från 2014. The Guardian inkluderade podden bland dess 50 bästa av 2016 och utmärkte avsnitt 66 som årets avsnitt. Tidningen beskrev att podden har "djupgående debatter och skämt som faktiskt är roliga". Grey rapporterade att podden hade ungefär en kvarts miljon nedladdningar per avsnitt i september 2015.
Podden innehåller diskussioner om deras liv, hur det är att vara professionella innehållsskapare på Youtube och om deras intressen och irritationer. Typiska ämnen är teknologietikett, film- och TVrecensioner, flygolyckor, vexillologi, futurologi och skilladerna mellan Greys och Harans personaliteter och livsstilar. Greys och Harans åsikter och kommentarer på lyssnarnas responser brukar inleda avsnitten. Som ett resultat av deras konversationer kan nämnas att Haran har återanvänt det engelska ordet "freebooting" för att referera till obehörig användning av internetmedia.
Podden har en officiell flagga vid namn "Nail and Gear", spiken och kugghjulet, som valdes av lyssnarna genom en poströst med alternativ röstning (instant-runoff voting). 

### Cortex
Den 3 juni 2015 startade Grey sin andra podd, Cortex, med Myke Hurley från Relay FM. I avsnitten diskuterar de metoderna och verktygen de använder för att vara produktiva och kreativa, och hur de förbättrar deras egenföretagande livsstil. Vanliga diskussionsämnen är tidshantering, arbetsautomation och Apples-produkter.